# Élections constituantes népalaises de 2008
Les élections constituantes népalaises de 2008 se sont tenues au Népal le 10 avril 2008. L'Assemblée qui en résulte, et qui comprend 601 députés, doit établir une nouvelle constitution. L'un des aspects les plus commentés de la future constitution est le devenir de la monarchie, qui sera presque certainement abolie en faveur d'une république.
335 députés sont élus au suffrage universel lors d'un scrutin proportionnel plurinominal, 240 au suffrage universel par voie de scrutin uninominal majoritaire à un tour en tant que représentants de circonscriptions électorales, tandis que 26 sont nommés par le Conseil des ministres.

## Résultats
Sur 74 partis enregistrés par la Commission électorale du Népal, 55 se sont présentés aux suffrages des électeurs, mais 25 seulement ont eu des élus, que ce soit lors du vote dans les 240 circonscriptions, pour le vote au scrutin uninominal majoritaire à un tour, ou, au niveau national, dans le scrutin proportionnel de liste.
Selon les résultats définitifs, cette élection consacre le triomphe des anciens rebelles maoïstes qui, en enlevant plus du tiers des sièges, devient, à la surprise générale, la première force politique du pays, loin devant leurs principaux rivaux du Congrès népalais et des communistes marxistes-léninistes du  PCN (MLU). Il voit également l'émergence significative de mouvements régionalistes tel celui du Madhesi Jana Adhikar Forum qui défend les intérêts des populations de langue maïthili habitant la plaine du Terraï.
Sur la base des résultats de l'élection au scrutin proportionnel, les maoïstes ont rassemblé 30,52 % des suffrages exprimés, contre 22,79 % au Congrès, 21,63 % aux marxistes-léninistes et 6,15 % au Forum du peuple Madhesi. Deux autres formations (le Parti démocrate du Terai-Madhesh et le Parti national démocratique) obtiennent des résultats avoisinant les 3 %, trois autres (le Parti de la bonne volonté, le Front populaire du Népal et une scission du Parti marxiste-léniniste) ont obtenu entre 2 et 1 % des voix et les listes restantes ont toutes rassemblées moins d'un pour cent des suffrages exprimés.
Ainsi, la répartition des 575 élus au suffrage universel se fait de la façon suivante (les 26 sièges restant à pourvoir seront désignés par le futur gouvernement éponyme) : 
|                           |                                                                   |                 |                 |                 |                 |                  |                  |                  |                  |      |       |               |  |  |
| Partis                    | Partis                                                            | Proportionnelle | Proportionnelle | Proportionnelle | Proportionnelle | Circonscriptions | Circonscriptions | Circonscriptions | Circonscriptions | M.N. | Total | +/-           |  |  |
| Partis                    | Partis                                                            | Voix            | %               | +/-             | Sièges          | Voix             | %                | Sièges           | +/-              | M.N. | Total | +/-           |  |  |
|                           | Parti communiste unifié du Népal (maoïste) (CPN (MC))             | 3 144 204       | 29,28           | Nv.             | 100             | 3 145 519        | 30,52            | 120              | Nv.              | 9    | 229   | 229           |  |  |
|                           | Congrès népalais (NC)                                             | 2 269 883       | 21,14           | 16,03           | 73              | 2 348 890        | 22,79            | 37               | 74               | 5    | 115   | 4             |  |  |
|                           | Parti communiste du Népal (marxiste-léniniste unifié) (CPN (UML)) | 2 183 370       | 20,33           | 11,28           | 70              | 2 229 064        | 21,63            | 33               | 38               | 5    | 108   | 37            |  |  |
|                           | Forum des droits du peuple madhesi, Népal (MJAFN)                 | 678 327         | 6,32            | Nv.             | 22              | 634 154          | 6,15             | 30               | Nv.              | 2    | 54    | 54            |  |  |
|                           | Parti démocrate du Terai-Madhesh (TMLP)                           | 338 930         | 3,16            | Nv.             | 11              | 345 587          | 3,35             | 9                | Nv.              | 1    | 21    | 21            |  |  |
|                           | Parti national démocratique (RPP)                                 | 263 431         | 2,45            | 7,98            | 8               | 310 214          | 3,01             | 0                | 11               | 0    | 8     | 3             |  |  |
|                           | Parti communiste du Népal (marxiste-léniniste) (CPN (ML))         | 243 545         | 2,27            | Nv.             | 8               | 168 196          | 1,63             | 0                | Nv.              | 1    | 9     | 9             |  |  |
|                           | Parti de la bonne volonté (SP)                                    | 167 517         | 1,56            | Nv.             | 5               | 174 086          | 1,69             | 4                | Nv.              | 0    | 9     | 9             |  |  |
|                           | Front populaire du Népal (JN)                                     | 164 381         | 1,53            | Nv.             | 5               | 136 846          | 1,33             | 2                | Nv.              | 1    | 8     | 8             |  |  |
|                           | Parti communiste du Népal (uni) (CPN (U))                         | 154 968         | 1,44            | Nv.             | 5               | 39 100           | 0,38             | 0                | Nv.              | 0    | 5     | 5             |  |  |
|                           | Parti national démocratique du Népal (RPPN)                       | 110 519         | 1,03            | Nv.             | 4               | 76 684           | 0,74             | 0                | Nv.              | 0    | 4     | 4             |  |  |
|                           | Front populaire national RJ)                                      | 106 224         | 0,99            | 0,41            | 3               | 93 578           | 0,91             | 1                | 4                | 0    | 4     | 1             |  |  |
|                           | Parti de la main-d'œuvre nationale (RJP)                          | 102 147         | 0,95            | Nv.             | 3               | 79 925           | 0,78             | 0                | Nv.              | 0    | 3     | 3             |  |  |
|                           | Parti des travailleurs et des paysans du Népal (NWPP)             | 74 089          | 0,69            | 0,13            | 2               | 65 908           | 0,64             | 2                | 1                | 1    | 5     | 4             |  |  |
|                           | Forum national démocrate fédéral (SLRM)                           | 71 958          | 0,67            | Nv.             | 2               | 36 060           | 0,35             | 0                | Nv.              | 0    | 2     | 2             |  |  |
|                           | Parti népalais de la bonne volonté (Anandidevi) (NSP (A))         | 55 671          | 0,52            | Nv.             | 2               | 45 254           | 0,44             | 0                | Nv.              | 1    | 3     | 3             |  |  |
|                           | Parti national de libération du peuple (RJP)                      | 53 910          | 0,50            | 0,60            | 2               | 38 568           | 0,37             | 0                | en stagnation    | 0    | 2     | 2             |  |  |
|                           | Parti populaire népalais (NJD)                                    | 48 990          | 0,46            | 0,32            | 2               | 17 162           | 0,17             | 0                | en stagnation    | 0    | 2     | 2             |  |  |
|                           | Parti communiste du Népal (unifié) (CPN (Un))                     | 48 600          | 0,45            | Nv.             | 2               | 51 928           | 0,50             | 0                | Nv.              | 0    | 2     | 2             |  |  |
|                           | Parti de la tribu Dalit (DJP)                                     | 40 348          | 0,38            | Nv.             | 1               | 31 444           | 0,31             | 0                | Nv.              | 0    | 1     | 1             |  |  |
|                           | Parti national du Népal (NRP)                                     | 37 757          | 0,35            | Nv.             | 1               | 11 352           | 0,11             | 0                | Nv.              | 0    | 1     | 1             |  |  |
|                           | Parti social-démocrate populaire du Népal (SPJPN)                 | 35 752          | 0,33            | Nv.             | 1               | 13 246           | 0,13             | 0                | Nv.              | 0    | 1     | 1             |  |  |
|                           | Parti de l'unité nationale Chure Bhawar (CBREP)                   | 28 575          | 0,27            | Nv.             | 1               | 18 908           | 0,18             | 0                | Nv.              | 0    | 1     | 1             |  |  |
|                           | Parti démocrate socialiste du Népal (NLSD)                        | 25 022          | 0,23            | Nv.             | 1               | 10 432           | 0,10             | 0                | Nv.              | 0    | 1     | 1             |  |  |
|                           | Parti népalais de la famille (NPD)                                | 23 512          | 0,22            | Nv.             | 1               |                  |                  |                  |                  | 0    | 1     | 1             |  |  |
|                           | Parti communiste du Népal (Marxiste) (CPN (M))                    | 21 234          | 0,20            | 0,11            | 0               | 1 759            | 0,02             | 0                | en stagnation    | 0    | 0     | en stagnation |  |  |
|                           | Autres partis                                                     | 246 214         | 2,29            | -               | 0               | 58 637           | 0,57             | 0                | -                | 0    | 0     | en stagnation |  |  |
|                           | Indépendants                                                      |                 |                 |                 |                 | 123 619          | 1,20             | 2                | 2                | 0    | 2     | 2             |  |  |
|                           |                                                                   |                 |                 |                 |                 |                  |                  |                  |                  |      |       |               |  |  |
| Suffrages exprimés        | Suffrages exprimés                                                | 10 739 078      | 96,34           |                 |                 | 10 306 120       | 94,85            |                  |                  |      |       |               |  |  |
| Votes blancs et invalides | Votes blancs et invalides                                         | 407 462         | 3,66            | 560 011         | 5,15            |                  |                  |                  |                  |      |       |               |  |  |
| Total                     | Total                                                             | 11 146 540      | 100             | -               | 335             | 10 866 131       | 100              | 240              | 35               | 26   | 601   | 396           |  |  |
| Abstentions               | Abstentions                                                       | 6 465 292       | 36,71           |                 |                 | 6 745 701        | 38,30            |                  |                  |      |       |               |  |  |
| Inscrits/Participation    | Inscrits/Participation                                            | 17 611 832      | 63,29           | 17 611 832      | 61,70           |                  |                  |                  |                  |      |       |               |  |  |

Depuis le 24 juillet 2008, l'Assemblée constituante est présidée par Subash Chandra Nemwang, membre du Parti communiste du Népal (marxiste-léniniste unifié) (PCN-MLU), qui a prêté serment le 27 juillet.

## Suites
Cette Assemblée constituante aboutit à une impasse. Le principal point de désaccord concerne le nom à donner aux États de la nouvelle fédération : doivent-ils ou non faire référence à l'identité ethnique de ces États ? Lorsque la date limite prévue pour l'aboutissement des travaux de l'Assemblée est atteinte le 27 mai 2012, le Premier ministre Baburam Bhattarai annonce l'élection d'une nouvelle Assemblée constituante le 22 novembre. Après avoir été repoussée, cette élection doit finalement avoir lieu le 19 novembre 2013.